# Kuvait címere

Kuvait címere

Kuvait címere egy kör alakú pajzs, amelyen egy hagyományos arab vitorlás, egy dau látható kék és fehér hullámos sávokon, a tengeri hajózást jelképezve. A pajzsot alul egy sólyom fogja körül, mellén egy pán-arab színekből összeállított pajzzsal. A pajzs felső részén egy fehér szalagon a Daulat al-Kuvajt (Kuvait Állam) felirat olvasható arabul.

## Egyéb

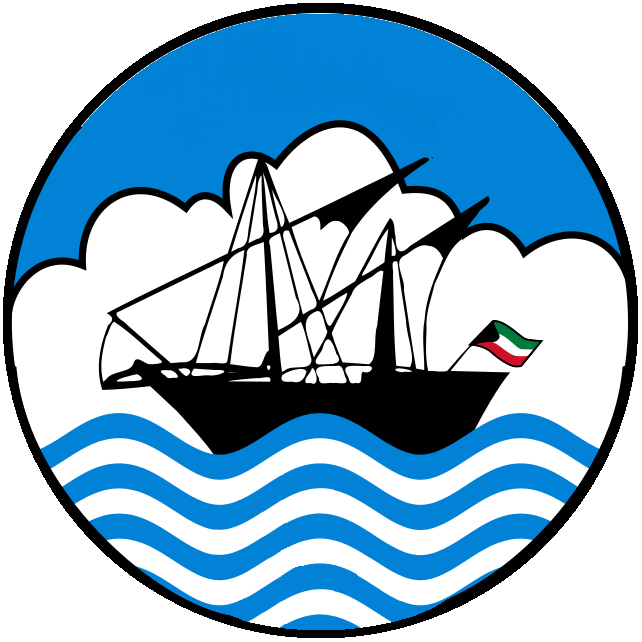
A Kuvaiti Köztársaság címere (Szaddám Huszein bábállama volt az iraki megszállás és az öbölháború idején)